# Skeletbouw
Skeletbouw is een specifieke bouwmethode, waarbij de belastingen die op een gebouw werken, zowel de verticale als de horizontale, door een geraamte of skelet worden overgebracht naar de fundering. Gevels, muren en tussenwanden hebben alleen een ruimtescheidende functie.

## Skeletbouw naar bouwmateriaal
- Houtskeletbouw
- Betonskeletbouw
- Staalskeletbouw

## Voordelen
- de constructie is vrij nauwkeurig te berekenen
- er is een vrije indeelbaarheid van de ruimte en gevels

## Nadelen
- intensieve werkvoorbereiding